# Ihor Kryvobok
Ihor Fedorovyč Kryvobok (in ucraino Ігор Федорович Кривобок?; Charkiv, 27 luglio 1978) è un ex calciatore ucraino, di ruolo attaccante.

## Carriera
Ha giocato nella massima serie bielorussa.